# Annette von Aretin
Annette von Aretin (Bamberg, 23 mei 1920 – München, 1 maart 2006) was een Duitse televisie-omroepster.

## Familiegeschiedenis
Von Aretin was het eerste kind van baron Karl von Aretin (1884-1945) en diens echtgenote Elisabeth Freiin von Gebsattel, die na haar twee zoons kregen. Ze was een nicht van de politicus en schrijver Erwein baron von Aretin en een nicht van de politicus Anton baron von Aretin en de historicus Karl Otmar baron von Aretin. Haar bijnaam was Putzi.

## Carrière
De geschoolde fotografe startte haar carrière in 1947 bij de radio als vrije medewerkster bij Radio München, de voorloper-organisatie van de Bayerischer Rundfunk. Ze kreeg van de regisseur Kurt Wilhelm de rol van Ännchens von Kalau in de sinds het begin van de jaren 1950 populaire radioshow Fleckerlteppich. In 1959 klom ze op tot hoofd van het BR-castingbureau. In 1980 ging ze met pensioen, maar werkte verder bij de radio en televisie en als schrijfster. Haar voor het ZDF gecreëerde film Der Englische Garten kreeg in 1987 de Herwig Weber Prijs.
Populariteit kreeg ze vanaf 1961 als panellid van de ARD-reeks Was bin ich? met Robert Lembke. Het gehele team kreeg in 1967 de Goldene Kamera. Als opvolgster van Carl Voscherau presenteerde ze van 1963 tot 1969 het quizprogramma Funklotterie van de NDR.

## Privéleven en overlijden
In 1956 trouwde ze met de arts Harald Klein (1913-1983). Uit deze verbintenis kwamen een zoon en een dochter. Annette von Aretin overleed op 1 maart 2006 op 85-jarige leeftijd en werd bijgezet op de Münchener Nordfriedhof.